# 아티 조지 소코마누

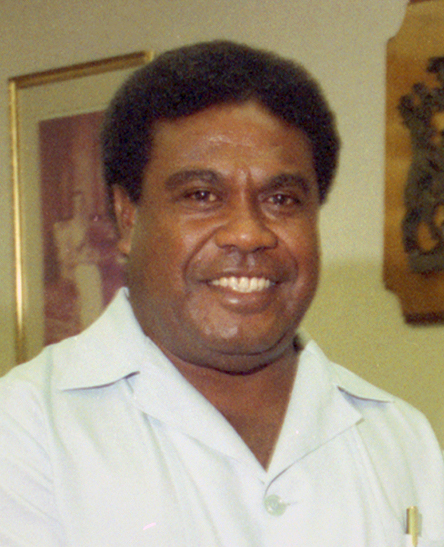

아티 조지 소코마누(Ati George Sokomanu, 1937년 1월 13일 ~ ) 또는 조지 칼코아(George Kalkoa)는 1984년부터 1989년까지 바누아투의 초대 대통령을 지낸 정치인이다. 바누아아쿠당 소속으로 임기 내내 총리는 월터 리니였다.